# Пхеньянская телебашня
Пхенья́нская телеба́шня (кор. 평양텔레비죤탑) — телебашня в столице КНДР городе Пхеньяне. Расположена на территории парка Кэсон в округе Моранбон-гуйок, севернее стадиона имени Ким Ир Сена. Постройка телабашни была приурочена к началу введения на территории КНДР цветного телевидения и завершилась в апреле 1967 года. Высота башни составляет 150 метров, что делает её одним из самых высоких сооружений во всём городе и вообще в КНДР. Основание башни коническое и увенчано двумя рядами окон, стилизованных под иллюминаторы. Круговые платформы для технического обслуживания и размещения вещательного оборудования расположены на высотах 34,5 м, 65 м, 67,5 м и 85 м. На высоте с 94—101 м расположен ресторан с панорамным видом на город и его окрестности, а также смотровая площадка, которые время от времени открыты для общественности и туристов. Выше ресторана находится 50-метровый шпиль с установленными на нём большими дипольными антеннами для трансляции телевизионных программ. По внешнему облику телебашня похожа на Останкинскую телебашню.

## Теле- и радиовещание

### Радио(FM)
| Частота (in MHz) | Станция                     | RDS PS | RDS PI | Regionalisierung | ERP (in kW) | Диаграмма антенны | Поляризация горизонталь (H)/вертикаль (V) |
| ---------------- | --------------------------- | ------ | ------ | ---------------- | ----------- | ----------------- | ----------------------------------------- |
| 93,8             | Корейское центральное радио | –      | -      | -                | 20          |                   |                                           |
| 103,7            | Корейское центральное радио | –      | -      | -                | 100         |                   |                                           |
| 105,2            | Пхеньян FM                  | –      | -      | -                | 20          |                   |                                           |
| 106,5            | Радио Пхеньян               | –      | -      | -                | 20          |                   |                                           |

### Телевидение(PAL)
| ТВК | Основная частота (MHz) | Телеканал                         | Мощность передатчика (kW) | Диаграмма антенны | Поляризация горизонталь (H)/вертикаль (V) |
| --- | ---------------------- | --------------------------------- | ------------------------- | ----------------- | ----------------------------------------- |
| 5   | 93,25                  | Спортивное телевидение            | 350                       |                   |                                           |
| 9   | 199,25                 | Рённамсан                         | 140                       |                   |                                           |
| 12  | 223,25                 | Корейское центральное телевидение | 700                       |                   |                                           |